# Barefoot Films
Die Barefoot Films GmbH ist eine deutsche Filmproduktionsgesellschaft von Til Schweiger mit Sitz in Berlin.

## Geschichte
Die Barefoot Films GmbH wurde 2004 in Köln gegründet und anfangs von Filmproduzent Thomas Zickler geleitet. Als alleiniger Gesellschafter der Firma fungierte bereits damals Schauspieler Til Schweiger. Schweiger und Zickler hatten bereits in der Vergangenheit gemeinsam erfolgreiche Kinofilme, wie Knockin’ on Heaven’s Door (1997) oder Der Eisbär (1998) produziert.
Der erste Film der Barefoot Films war der Liebesfilm Barfuss (2005), bei dem Schweiger Regie führte. Mit Ausnahme des 2007 erschienenen Thrillers One Way von Regisseur Reto Salimbeni, wurden alle Filme des Unternehmens in deutscher Sprache gedreht.
Ende 2007 wurde der Firmensitz der Barefoot Films von Köln nach Berlin verlegt. Zudem wurde Christian Specht Geschäftsführer des Unternehmens. Seit Mai 2022 ist Florian Schweiger Geschäftsführer und löste ab September 2022 Christian Specht vollständig ab.

## Produzierte Filme
- 2005: Barfuss – Regie: Til Schweiger
- 2006: One Way – Regie: Reto Salimbeni
- 2007: Keinohrhasen – Regie: Til Schweiger
- 2008: 1½ Ritter – Auf der Suche nach der hinreißenden Herzelinde – Regie: Til Schweiger
- 2009: Phantomschmerz – Regie: Matthias Emcke
- 2009: Zweiohrküken – Regie: Til Schweiger
- 2011: Kokowääh – Regie: Til Schweiger
- 2012: Schutzengel – Regie: Til Schweiger
- 2013: Kokowääh 2 – Regie: Til Schweiger
- 2013: Keinohrhase und Zweiohrküken – Regie: Til Schweiger
- 2014: Honig im Kopf – Regie: Til Schweiger
- 2015: 8 Sekunden – Ein Augenblick Unendlichkeit – Regie: Ömer Faruk Sorak
- 2016: Tschiller: Off Duty – Regie: Christian Alvart
- 2016: Conni & Co – Regie: Franziska Buch
- 2017: Conni & Co 2 – Das Geheimnis des T-Rex – Regie: Til Schweiger
- 2018: Klassentreffen 1.0 – Regie: Til Schweiger
- 2018: Head Full of Honey  – Regie: Til Schweiger
- 2020: Die Hochzeit  – Regie: Til Schweiger
- 2020: Schweinsteiger Memories – Von Anfang bis Legende – Regie: Robert Bohrer
- 2021: Die Rettung der uns bekannten Welt – Regie: Til Schweiger
- 2022: Lieber Kurt – Regie: Til Schweiger
- 2023: Manta Manta – Zwoter Teil – Regie: Til Schweiger